# 大伴部博麻
大伴部 博麻（おおともべ の はかま、生没年不詳）は、飛鳥時代の兵士。

## 人物
筑後国の上陽咩郡（かみつやめぐん）の人。斉明天皇（皇極天皇）7年（661年）、新羅の攻撃によって滅亡した百済を再興すべく派遣された（白村江の戦い）軍の一員として渡航するが、唐軍によって捕らえられて長安へ送られた。長安には遣唐使でその頃は捕虜になっていた土師富杼（はじ の ほど、姓は連）、氷老（ひ の おゆ、姓は連）、筑紫薩夜麻（つくし の さちやま、薩野馬とも。姓は君）、弓削元実児（ゆげ の もとさねこ、姓は連）らがいた。
天智天皇3年（670年）、唐が日本進軍を企てているという知らせを聞いた博麻は、富杼らに相談し、自らの身を奴隷として売って前に述べた仲間四人の帰国資金とした。その後、天智天皇10年（671年）に薩夜麻を含む4人が対馬に到着し、唐の計画を太宰府に伝えた。博麻は異国の地に留まることを余儀なくされ、唐軍に捕らえられてから実に30年近くが経過した。持統天皇4年（690年）に顔見知りの人（新羅使）に連れられて日本に帰国した。持統天皇は、天武天皇13年12月（684年）に土師甥を迎えた際の例に準じて新羅使らを饗応することを、河内王らに命じた 。
持統天皇はその愛国心を讃えて博麻を務大肆従七位下に任じ、絹を四匹（一匹 = 四丈）、綿を十屯、布を三十端、稲を千束、水田を四町与えた。また、子孫三代に渡って水田を相続を許可する事と税の免除を約束し、勅語を送った（「朕嘉厥尊朝愛国売己顕忠」）。この勅語は「愛国」という単語の語源となったものであり、天皇から一般個人に向けられた最初で最後の勅語である。
第二次世界大戦時の日本で博麻は愛国心の象徴的存在として崇められ、各地で喧伝された。